# Mariela Muñoz
Mariela Muñoz (Lules, Tucumán, 24 de diciembre de 1943 - Quilmes, Buenos Aires, 5 de mayo de 2017), apodada La Gigante, fue una activista y política argentina,. Fue la primera mujer transexual reconocida oficialmente por el Estado Argentino.

## Biografía
Mariela Muñoz nació el 24 de diciembre de 1943 en Lules, un pueblo de la provincia de Tucumán, en el norte de Argentina. Sin embargo, pasó gran parte de su infancia en la localidad de Quilmes, a la que su familia se había mudado. 
A los 16 años se independizó, y fue entonces cuando comenzó a cuidar de niños, adolescentes y madres solteras. En particular, cuidaba de niños que habían sido abandonados por sus madres, o que le habían confiado prostitutas que no podían ocuparse de ellos.
En 1981, Muñoz viajó a Chile para realizarse una vaginoplastia, la cual estuvo a cargo del doctor Guillermo Mac Millan. En diciembre de 1993, un juez de menores de Quilmes decidió retirarle la custodia de tres niños que ella había inscrito y criado como suyos. Después de una batalla legal, fue condenada a un año de prisión en suspenso. Sin embargo, el debate generado a causa de esta decisión de justicia, sobre la posibilidad de que una mujer trans pudiera criar niños, contribuyó la visibilidad de los derechos de las personas transexuales.
El 2 de mayo de 1997, Mariela fue la primera mujer transexual reconocida oficialmente por el Estado Argentino, consiguiendo que se modificase su nombre de nacimiento, Leonardo, por el que ella había elegido, y que se cambiase la mención de su sexo en su DNI. Tuvo el respaldo del INADI, Instituto Nacional contra la Discriminación, la Xenofobia y el Racismo organismo estatal al que pasó a revistar como asesora. En el año 2002 el INADI la declaró "La mujer del año". Este reconocimiento se produjo después de que Mariela pasara por un examen psicológico, que dictaminó que su sexo psicológico era femenino desde la infancia, además considerando como "irreversibles" las operaciones de reasignación de género a las que se sometió en 1981. Este reconocimiento legal se produjo 15 años antes de que Argentina aprobara la Ley de Identidad de género, en 2012, sirviendo como precedente para los reclamos de otras personas transexuales. En la misma ocasión, la justicia le otorgó la tenencia de algunos de los 17 niños que había criado.
En 2016 se publicó el documental Amor a paso de gigante, realizado por la directora María Audras, que relata la vida de Mariela Muñoz.